# Пнюв (Сілезьке воєводство)
Пнюв (пол. Pniów, нім. Pniow, 1936-1945: Schrotkirch) — село в Польщі, у гміні Тошек Гливицького повіту Сілезького воєводства.
Населення — 646 осіб (2011).
У 1975—1998 роках село належало до Катовицького воєводства.

## Демографія
Демографічна структура станом на 31 березня 2011 року:
|          | Загалом | Допрацездатний вік | Працездатний вік | Постпрацездатний вік |
| -------- | ------- | ------------------ | ---------------- | -------------------- |
| Чоловіки | 314     | 59                 | 216              | 39                   |
| Жінки    | 332     | 70                 | 202              | 60                   |
| Разом    | 646     | 129                | 418              | 99                   |